# Most na Soči
Most na Soči este o localitate din comuna Tolmin, Slovenia, cu o populație de 434 de locuitori.